# Jean Savary
Jean Savary, francoski general, * 1774, † 1833.
1. 1 2  data.bnf.fr: platforma za odprte podatke — 2011.
2. ↑  Anne Jean Marie René Savary duc de rovigo — ministère de la Culture.
3. ↑  SNAC — 2010.